# 食品玩具

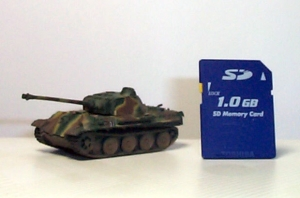
TOMY發售世界戰車博物館系列的豹式坦克G型，只比SD卡大一點

食品玩具簡稱食玩，是盒裝零食附的小型玩具。與轉蛋最大的不同在於食玩附贈的小糖果；但是也有不附任何食品的例外，這種俗稱為「盒玩」。食玩與盒玩難以從包裝外表上判斷，故兩者經常被混淆，有廠商在盒表註明是否有附贈糖果。價格上，與扭蛋相較，食玩比扭蛋高昂、比較不具固定價格。